# Semana de Turismo
Semana de Turismo es la denominación oficial que reciben los cinco días que coinciden con la Semana Santa de la liturgia cristiana en Uruguay. Tal denominación tiene su origen en 1919 cuando el Estado Uruguay formalizó su separación de la Iglesia católica. 

## Motivo
La denominación de Semana de Turismo surge a partir del 23 de octubre de 1919, cuando el Estado Uruguay culminó de formalizar su separación de la Iglesia católica a través de la Ley N.º 6997. Dicha ley también modificaría y quitaría algunos feriados litúrgicos, aunque algunos de ellos, solamente cambiaron de denominación y fueron declarados oficiales, tal es el caso de los feriados de:
| Día             | Feriado           | Original     |
| --------------- | ----------------- | ------------ |
| 6 de enero      | Día de los niños  | Día de Reyes |
| 25 de diciembre | Día de la Familia | Navidad      |

- Inicialmente el 8 de diciembre recibió la denominación de Día de las Playas. Después, por distintos motivos, el mismo se eliminó como feriado.
- En el caso de la Semana Santa, se extendió la duración del feriado, siendo los cinco días (de lunes a viernes) de la Semana de Turismo. En el caso de los días de Carnaval se mantuvo su nombre.

## Actividades
Durante la Semana de Turismo se desarrollan varios eventos sociales populares, como la Vuelta Ciclista del Uruguay, la Semana Criolla de la Rural del Pradoy la Criolla del Parque Roosevelt (jineteadas gauchas), la Semana de la Cerveza en Paysandú, el Festival de la Pesca Artesanal en La Paloma y la Fiesta del Olimar en Treinta y Tres, aparte de las celebraciones cristianas, como el Domingo de Ramos y Pascua. 
El sistema bancario acostumbra a trabajar esa semana de lunes a miércoles.  El resto de las empresas en general otorga como feriado laborable el día viernes, si bien legalmente se podría trabajar toda la semana ya que es un feriado exreligioso laborable.